# PythonAnywhere
PythonAnywhere é um ambiente de desenvolvimento integrado (IDE) e serviço de hospedagem web baseado na linguagem de programação Python. Ele fornece acesso, por meio de navegador web, ao Python baseado em servidor e interfaces de linha de comando Bash, juntamente com um editor de código com realce de sintaxe. Arquivos de programas podem ser transferidos para e do serviço usando o navegador do usuário. Aplicações web armazenadas pelo serviço podem ser escritas usando qualquer framework de aplicações baseado em WSGI.
O PythonAnywhere foi criado pela Resolver Systems, que também produziu o Resolver One, um programa de planilha eletrônica baseado em Python. Em 16 de outubro de 2012 o produto foi adquirido por uma nova companhia, a PythonAnywhere LLP, que desenvolveria e manteria o produto no futuro, e que assumiu a equipe de desenvolvimento existente. Em Junho de 2022, PythonAnywhere foi adquirido por Anaconda, Inc. 
A equipe de desenvolvimento usa PythonAnywhere para desenvolver o PythonAnywhere e diz que seus recursos de colaboração ajudam pois eles usam a metodologia extreme programming.

## Recursos
- Suporte a CPython, PyPy e IPython, incluindo as versões 3.9, 3.10, 3.11, 3.12 and 3.13 (mais algumas versões obsoletas mais antigas).[6]
- Consoles interativas embutidas no navegador com código em execução nos servidores hospedados, compartilháveis entre vários usuários.
- Hospedagem web baseada em WSGI, como por exemplo Django (framework web), Flask e web2py.
- Suporte para codificação a partir de iPad e outros dispositivos móveis.
- Editor embutido no navegador com realce de sintaxe.
- Muitos módulos Python populares pré-instalados.[7]
- Tarefas agendadas no estilo Cron para execução de scripts em um determinado momento do dia.
- Tarefas sempre ativas ("Always-on tasks") para executar scripts e reiniciá-los automaticamente quando falham.[8][9]

## Usos
PythonAnywhere é descrito como "a maneira mais simples de implantar aplicações web2py" no livro oficial do framework web, é sugerido quando aprede-se numpy e é recomendado como uma maneira de hospedar aplicações web baseadas em aprendizado de máquina.